# World Athletics
World Athletics, anteriorment anomenat Federació Internacional d'Atletisme Amateur (1912-2001) i Associació Internacional de Federacions d'Atletisme (2001-2019), és l'òrgan de govern de l'atletisme mundial. Va ser fundat el 1912 i el seu primer congrés va ser a Estocolm, Suècia. Va començar amb 17 federacions nacionals d'atletisme. Des d'octubre de 1993 té la seua seu a Mònaco. El mes de juny de 2019 l'organització va decidir canviar el seu nom a World Athletics.
Des de 1982, la IAAF ha canviat les seues regles perquè els atletes puguen rebre compensacions econòmiques per participar en competicions internacionals d'atletisme.
L'actual president de World Athletics és l'anglès Sebastian Coe.

## Associacions continentals
World Athletics té un total de 6 federacions continentals associades i aquestes tenen 214 federacions nacionals associades, 5 més que la FIFA i 21 més que les Nacions Unides.
| Àfrica (CAA) | Àsia (AAA) | Europa (EAA) | Amèrica del Nord (NACAC) | Oceania (OAA) | Amèrica del Sud (ConSudAtle) |
| --- | --- | --- | --- | --- | --- |
| Algèria · Angola · Benín · Botswana · Burkina Faso · Burundi · Camerun · Cap Verd · República Centreafricana · Txad · Comores · República del Congo · R.D. del Congo · Costa d'Ivori · Egipte · Eritrea · Etiòpia · Gabon · Gàmbia · Ghana · Guinea · Guinea Bissau · Guinea Equatorial · Kenya · Lesotho · Libèria · Líbia · Madagascar · Malawi · Mali · Marroc · Maurici · Mauritània · Moçambic · Namíbia · Níger · Nigèria · Ruanda · São Tomé i Príncipe · Senegal · Seychelles · Sierra Leone · Somàlia · Sud-àfrica · Sudan · Eswatini · Tanzània · Togo · Tunísia · Uganda · Djibouti · Zàmbia · Zimbàbue | Afganistan · Aràbia Saudita · Bahrain · Bangladesh · Brunei · Bhutan · Cambodja · R.P. de la Xina · Corea del Sud · Corea del Nord · Emirats Àrabs Units · Filipines · Hong Kong · Índia · Indonèsia · Iran · Iraq · Japó · Jordània · Kazakhstan · Kirguizstan · Kuwait · Laos · Líban · Macau · Malàisia · Maldives · Mongòlia · Birmània · Nepal · Oman · Pakistan · Palestina · Qatar · Singapur · Síria · Sri Lanka · Tailàndia · Taiwan · Tadjikistan · Timor Oriental · Turkmenistan · Uzbekistan · Vietnam · Iemen | Albània · Alemanya · Andorra · Armènia · Àustria · Azerbaidjan · Bèlgica · Belarús · Bòsnia i Hercegovina · Bulgària · Xipre · Croàcia · Dinamarca · Eslovàquia · Eslovènia · Espanya () · Estònia · Finlàndia · França · Geòrgia · Gibraltar · Grècia · Hongria · Irlanda · Islàndia · Israel · Itàlia · Letònia · Liechtenstein · Lituània · Luxemburg · Macau · Malta · Moldàvia · Mònaco · Noruega · Països Baixos · Polònia · Portugal · Regne Unit · Txèquia · Romania · Rússia · San Marino · Sèrbia · Suècia · Suïssa · Turquia · Ucraïna | Anguilla · Antigua i Barbuda · Antilles Neerlandeses · Aruba · Bahames · Barbados · Belize · Bermudes · Illes Caiman · Canadà · Costa Rica · Cuba · República Dominicana ( Arxivat 2007-12-09 a Wayback Machine.) · Dominica · El Salvador · Estats Units () · Grenada · Guatemala ( Arxivat 2018-08-28 a Wayback Machine.) · Haití · Hondures · Illes Verges Britàniques · Illes Verges Americanes · Jamaica · Mèxic ( Arxivat 2007-12-13 a Wayback Machine.) · Montserrat · Nicaragua · Puerto Rico () · Saint Kitts i Nevis · Saint Vincent i les Grenadines · Saint Lucia · Trinitat i Tobago · Illes Turks i Caicos | Austràlia · Illes Cook · Fiji · Guam · Kiribati · Illes Mariannes Septentrionals · Illes Marshall · Micronèsia · Nauru · Illa Norfolk · Nova Zelanda · República de Palau · Papua Nova Guinea · Polinèsia Francesa · Illes Salomó · Samoa · Samoa Nord-americana · Tonga · Vanuatu | Argentina () · Bolívia ( Arxivat 2018-08-28 a Wayback Machine.) · Brasil · Xile ( Arxivat 2010-02-08 a Wayback Machine.) · Colòmbia ( Arxivat 2007-09-27 a Wayback Machine.) · Equador () · Guyana · Panamà · Paraguai ( Arxivat 2009-02-21 a Wayback Machine.) · Perú () · Surinam · Uruguai ( Arxivat 2009-04-02 a Wayback Machine.) · Veneçuela ( Arxivat 2007-12-11 a Wayback Machine.) |

## Presidents
Des de l'establiment de l'organització, ha tingut cinc presidents:
| Nom             | País          | Presidència |
| --------------- | ------------- | ----------- |
| Sigfrid Edström | Suècia        | 1912–1946   |
| Lord Burghley   | Regne Unit    | 1946–1976   |
| Adriaan Paulen  | Països Baixos | 1976–1981   |
| Primo Nebiolo   | Itàlia        | 1981–1999   |
| Lamine Diack    | Senegal       | 1999–2015   |
| Sebastian Coe   | Regne Unit    | 2015–       |